# 草食男
草食男，又稱草食系男子（日语：／ Sōshokukei danshi），是由日本作家深澤真紀在2006年創造的流行用語。由此衍生出的類似用語還有肉食男（又稱為雜食男）、草食女、肉食女等。

## 定義
草食男是指現代日本社會中，年約30歲的特殊男性族群。其特色是性格內向、消費節儉、沒有野心、沒有追求自己人生目標，和樂於過著安逸而平淡等的生活。草食男沒有追求購買奢侈品物質與名利的欲望，並對性愛沒有興趣，且沒有興趣追求女性談戀愛。
「草食男」一詞的出現，是由日本女作家，同時也是tact-planning出版社社長的深澤真紀在2006年所創，深澤真紀指出，她的靈感來自於觀察到日本30歲以上的男性，因在衣食無虞的時代成長，養成了對工作事業、戀愛與人生都顯得消極抗拒的態度，甚至對性愛沒有興趣，看起來就像一頭只顧低頭吃草，無視身旁景物變化的「草食動物」。在許多方面，草食男是傳統日本男性的一種顛覆。
由於日本經濟泡沫破裂，因而使草食男的情況有越來越多的趨勢。2010年对日本年轻男子的调查显示20～29岁人群中61％、30～39岁人群中70％的男子自认是食草男。日本政府的观点是这种现象是日本人口问题的可能原因之一。

## 衍生用語
性格与草食男类似的女性，被稱為草食女；對於社會成就有很大的欲望，熱衷於追逐名利、女性與性愛的男性，被稱為肉食男（也稱雜食男）；同樣地，熱心於追求社會成就，對性愛較為主動的女性，則稱為肉食女。
2014年，出現絕食系男，也有佛系男之稱，指對於戀愛或性愛毫無興趣者，絕食系男認為完全不需要有女朋友，與女性相處較為疲累，故只專注於自己的興趣。